# NGC 3896
NGC 3896 је спирална галаксија у сазвежђу Велики медвед која се налази на NGC листи објеката дубоког неба.
Деклинација објекта је + 48° 40' 29" а ректасцензија 11h 48m 56,3s. Привидна величина (магнитуда) објекта NGC 3896 износи 12,8 а фотографска магнитуда 13,7. NGC 3896 је још познат и под ознакама UGC 6781, MCG 8-22-8, CGCG 243-9, KCPG 302B, PGC 36897.